# Esiteri Vakalala-Kamikamica
Esiteri Vakalala-Kamikamica, née vers 1938 et morte le 27 mars 2024, est une syndicaliste fidjienne.

## Biographie
Quatrième d'une famille de neuf enfants du village de Navunievu dans la province de Bua, elle est l'une des rares filles à être admises à la prestigieuse Queen Victoria School (en) à Tailevu. Bénéficiaire d'une bourse d'étude au mérite de l'Église méthodiste d'Australasie (en), elle étudie l'anglais et la géographie à l'université de Nouvelle-Angleterre en Australie. À l'issue de ses études en 1961, elle est la première femme autochtone fidjienne diplômée d'une université étrangère. 
Elle est la première femme à présider le syndicat Association des enseignants fidjiens (Fijian Teachers' Association), et préside également le Conseil national des Femmes des Fidji, militant à cette fonction pour un meilleur accès des filles à une éducation de qualité. Elle préside par ailleurs l'Union chrétienne de jeunes filles des Fidji, est la secrétaire de comité à l'Éducation au sein de l'Église méthodiste des Fidji, et est membre du Conseil des Églises des Fidji,,,. En octobre-novembre 1980, elle préside à Suva une conférence féminine de la Commission économique et sociale pour l'Asie et le Pacifique dans le cadre de la Décennie des Nations unies pour les Femmes (en) et portant sur l'égalité des sexes, le développement économique et la paix. 
Son époux Josevata Kamikamica est le ministre des Finances, et numéro deux du gouvernement, dans le gouvernement de dictature mené par Ratu Kamisese Mara de 1987 à 1992, et mène une politique de dérégulation de l'économie des Fidji. Leur fils Manoa Kamikamica est vice-Premier ministre à partir de 2022. 
Esiteri Kamikamica meurt en mars 2024 à l'âge de 85 ans, « après une courte maladie ».